# Tino Barriuso
Faustino Barriuso Gutiérrez, más conocido como Tino Barriuso –nombre con el que firmaba sus obras– (Burgos, 30 de enero de 1948-Burgos, 26 de mayo de 2017) fue un poeta, novelista, dramaturgo y columnista español. Fue hermano de la locutora Tina Barriuso y la cantante Marta Aurora Barriuso.

## Biografía
Licenciado en Física por la Universidad de Valladolid, ejerció la docencia como profesor de Física y Química primero en Aranda de Duero y luego, durante muchos años y hasta su jubilación, en el Instituto Cardenal López de Mendoza de Burgos. 
Junto a otros intelectuales burgaleses (como Antonio L. Bouza) fundó la revista literaria Artesa, dedicada a la promoción de la literatura de vanguardia. El primer número de la revista apareció en 1969, con ilustración de portada del pintor Luis Sáez.
Su labor como articulista de prensa se desarrolló principalmente en el Diario de Burgos y en el suplemento semanal de los periódicos del grupo Promecal. Se hizo muy popular en 1998 tras participar en el programa televisivo Saber y ganar, por ser el primer concursante en abandonar el concurso sin haber sido derrotado. Volvió a participar en Saber y ganar en 2010, cuando se alcanzaron las 3000 ediciones y el programa decidió recuperar a los mejores concursantes. 

### Participación política
En las elecciones municipales de 1987, Barriuso fue el cabeza de lista de la coalición Izquierda Unida para la alcaldía de la ciudad de Burgos. Pese a doblar el número de votos que consiguió el Partido Comunista en las elecciones anteriores, no tuvo los suficientes para ganar una concejalía.
En las elecciones generales de 2008 fue candidato al Senado por Burgos del partido Unión Progreso y Democracia (UPyD), pero no consiguió los votos necesarios para ser elegido senador. Fue el candidato al Senado por esta formación con mayor porcentaje de voto en toda España.

## Obra poética

### Como autor
Tino Barriuso es reconocido especialmente por su labor como poeta. Su primer libro, Pie quebrado para una estrofa rota, fue publicado en 1982 por la Diputación Provincial de Burgos. En Ediciones Hiperión publicó su ciclo poético más ambicioso: la trilogía compuesta por los libros Paloma sin alas (1991), Que asedia el mar (1999) y Una súbita esquina (2007). En 2019, en la misma editorial se publicó su libro póstumo En lo hondo del bosque una luz nueva.
En 2014 el propio Barriuso seleccionó una antología de su obra poética que se publicó en la editorial Tansonville con el título de Noticia de un antiguo paraíso.

### Como antólogo
Seleccionó y prologó Veinte poetas de amor y una ciudad desesperada: cincuenta años de poesía en Burgos, 1947-1997 (Burgos: Dossoles, 1997), una antología de la poesía burgalesa en la segunda mitad del siglo XX.

## Obra narrativa
En 2009 publicó su primera novela, Signo de interrogación (Burgos, Gran Vía, 2009), una novela negra ambientada en su ciudad natal que trata sobre una cadena de asesinatos. Agatha Christie y Georges Simenon son los autores que tomó como modelos.
En agosto de 2015 publicó por entregas su novela Sil, subtitulada como una novela romántica. Cada uno de los días del mes fue apareciendo uno de los capítulos en el Diario de Burgos. La historia está ambientada en 2004 y gira sobre Olvido, una notaria de Ribadesella, quien está interesada por conocer ciertos aspectos oscuros de la vida de una hermana suya ya difunta, Covadonga, quien fue miembro del Partido Comunista durante los últimos años del Franquismo y la Transición española. Olvido conoce a dos antiguos amigos de su hermana, el profesor y poeta Gabi y el fotógrafo Tano, y siente una gran atracción por ellos. Entre los episodios históricos que se recrean en la novela están, aparte del ambiente político comunista en los años de la Transición, están los atentados del 11 de marzo de 2004 en Madrid y la victoria del PSOE en las elecciones generales subsiguientes.

## Obra dramática
Su obra Presencia de Quevedo se representó en los años 1980, dirigida por José María González-Marrón.

## Homenajes

### Número monográfico de la revistaArtesa
En 2018 se le dedicó un número monográfico de la revista Artesa en el que participaron cincuenta autores, entre escritores y artistas plásticos, todos amigos de Tino Barriuso. Esta edición estuvo coordinada por el escritor Óscar Esquivias y el periodista Rodrigo Pérez Barredo, y contó con diseño de Asís G. Ayerbe.

### Premio de Poesía Joven
El Diario de Burgos convoca en su honor el Premio de Poesía Joven Tino Barriuso, dedicado a autores menores de 25 años, publicado por Ediciones Hiperión.
El primer ganador fue Rodrigo García Marina con su obra Edad. El fallo se hizo público en febrero de 2019. El ganador de la segunda convocatoria (2020) fue Juan Gallego Benot con su primer libro, Oración en el huerto. En 2021, en la tercera convocatoria, la ganadora fue María Paz Otero con el libro Nimiedades. En 2022, el libro ganador fue Herederas de María Sánchez-Saorín. En 2023, Héctor Aceves recibió el premio por el libro Lugares donde quienes se amaron se amaron mucho. En 2024 ganó el premio Paula Escrig Peris, con su obra Debajo del lenguaje solo hay niñas llorando. Alejandro Ruiz de la Puente obtiene el premio en su convocatoria de 2025, por su poemario Oscura rata.
| Año  | Autor                       | Título                                          |
| ---- | --------------------------- | ----------------------------------------------- |
| 2019 | Rodrigo García Marina       | Edad                                            |
| 2020 | Juan Gallego Benot          | Oración en el huerto                            |
| 2021 | María Paz Otero             | Nimiedades                                      |
| 2022 | María Sánchez-Saorín        | Herederas                                       |
| 2023 | Héctor Aceves               | Lugares donde quienes se amaron se amaron mucho |
| 2024 | Paula Escrig Peris          | Debajo del lenguaje solo hay niñas llorando     |
| 2025 | Alejandro Ruiz de la Puente | Oscura rata                                     |